# Гаев, Владимир Станиславович
Влади́мир Станиславович Га́ев (бел. Уладзімір Гаеў; 28 октября 1977, Мозырь, Гомельская область) — белорусский футболист, вратарь.

## Карьера

### Клубная
Воспитанник мозырского футбола (тренер В. Агеев), ДЮСШ «Гомсельмаш» (Гомель, тренер Николай Горюнов) и минского РУОР. Взрослую карьеру начал в МПКЦ-2 (Минск). Затем выступал за «Славию» (Мозырь). Играл также в минской «Звезде-ВА-БГУ».
В 2003 году перешёл в «Гомель», однако вскоре стал игроком бухарестского «Динамо». В Румынии провёл три сезона. После года в одесском «Черноморце» перешёл в солигорский «Шахтёр», потом играл в «Савите» и «Гомеле».
В начале 2011 года вернулся в «Славию» в качестве основного вратаря и стал капитаном команды. В сезоне 2013 сначала уступил место Симасу Скиндерису, но потом сумел отвоевать его обратно.
В начале 2016 года, завершив карьеру игрока, перешёл на должность тренера вратарей мозырского клуба. В январе 2018 года было объявлено, что Гаев станет тренером вратарей в «Слуцке».

### В сборной
За национальную сборную Беларуси сыграл 4 матча, пропустил 6 мячей.

## Достижения
- Чемпион Беларуси (3): 1996, 2000, 2003
- Серебряный призёр чемпионата Беларуси: 1999
- Победитель Первой лиги Беларуси (2): 2010, 2011
- Обладатель Кубка Беларуси (2): 1995/96, 1999/00
- Чемпион Румынии: 2003/04
- Обладатель Кубка Румынии (2): 2003/04, 2004/05
- Обладатель Суперкубка Румынии: 2005